# Biblioteka w Cezarei
Biblioteka w Cezarei – jedna z największych bibliotek starożytnego świata, założona przez Orygenesa, ok. 231 roku, a rozwijana później przez Pamfila z Cezarei i Euzebiusza z Cezarei. Zawierała ok. 30 000 ksiąg. W okresie przynależności Cezarei do Bizancjum tamtejsza szkoła odgrywała rolę ważnego ośrodka intelektualnego, a biblioteka była najważniejszym zbiorem chrześcijańskich dzieł. Jeden z podstawowych typów tekstu Nowego Testamentu, tekst cezarejski, związany jest z tym ośrodkiem.

## Historia
Zaczątkiem biblioteki był księgozbiór zgromadzony przez Orygenesa, znaczną ich część stanowiły księgi jego autorstwa. Pamfil przepisał dzieła Orygenesa i ich kopie były tu przechowywane. Zbiory biblioteczne ucierpiały podczas prześladowań Dioklecjana, ale zostały uzupełnione przez biskupa miasta. Pierwotnie przechowywane tu rękopisy były pisane na papirusie, mało trwałym materiale. Hieronim odnotował, że zniszczone papirusowe rękopisy z biblioteki Pamfila zostały zastąpione przez ich kopie na pergaminie w czasach gdy biblioteką kierowali następcy Euzebiusza – Akacjusz i Euzoius.
Do Cezarei przybywali Grzegorz z Nyssy, Bazyli Wielki, Hieronim, aby móc korzystać z dzieł tam przechowywanych. Hieronim pracując nad przekładem Starego Testamentu Wulgaty, mieszkał w Betlejem, ale często udawał się do Cezarei, by skonfrontować swój tekst z rękopisami. Korzystał m.in. z Hexapli.
Jednym z najcenniejszych przechowywanych w bibliotece dzieł była Hexapla. Dzieło zaginęło wraz ze zniszczeniem biblioteki. Znane są nam dziś tylko jego fragmenty. Innym zaginionym dziełem jest Ewangelia Hebrajczyków, którą znał Euzebiusz i Hieronim.
W bibliotece przechowywany był Kodeks Watykański i Kodeks Efrema. Kodeks Synajski był poprawiany w oparciu o rękopis pochodzący z tej biblioteki. Niektóre z zachowanych rękopisów biblijnych mają adnotacje, że zostały przepisane, bądź poprawione, w oparciu o rękopisy z Cezarei (Codex Coislinianus, niektóre rękopisy ormiańskie). Uważano, że właśnie tutaj przechowywane są najlepsze rękopisy.
Biblioteka przestała istnieć w VII wieku. Dawniej sądzono, że została zniszczona albo przez Persów w 614 roku, albo przez Saracenów około 640 roku. Nie zachowały się jednak żadne bezpośrednie świadectwa o rozmiarach zniszczeń. Badania archeologiczne wskazują zarówno na częściowe zniszczenia ze strony Persów, jak i częściowe zniszczenia ze strony Saracenów. Część zbiorów bibliotecznych ocalała w rozproszeniu, czego dowodzą kolofony rękopisów powstających w VIII wieku, które twierdzą, że zostały przepisane z rękopisów biblioteki Pamfila (Kodeks Synajski, Codex Coislinianus i niektóre ormiańskie rękopisy NT).